# Lokaal eigenaarschap
Lokaal eigenaarschap binnen de ontwikkelingssamenwerking houdt in dat er een "bottom up-benadering" wordt gehanteerd binnen ontwikkelingsprojecten, waardoor de hulpbehoevende groep actief wordt gemaakt binnen de ontwikkelingsprojecten en dus een actieve houding aanneemt. Doel hiervan is dat deze lokale hulpbehoevende groep minder afhankelijk wordt van de donor, wat doelt op een positief resultaat op de uitkomst en duur van de ontwikkelingsprojecten. Daar waar traditionele hulp vaak gekenmerkt wordt door een onafhankelijke donor en een afhankelijke ontvanger, wordt lokaal eigenaarschap gekenmerkt door zowel een onafhankelijke donor én onafhankelijke ontvanger. Particuliere initiatieven (PI's) tonen in hun werkwijze overeenkomsten met lokaal eigenaarschap wat hen veelal onderscheid van NGO's en gouvernementele hulporganisaties die traditionele hulp hanteren. De laatste decennia is er echter een keerpunt in de aanpak van deze traditionele organisaties: ook zij hanteren meer een insteek waarbij de bevordering van lokaal eigenaarschap bij de ontvangende ("hulpbehoevende") groep van belang is. Nederlands wetenschappelijk onderzoek naar lokaal eigenaarschap is voornamelijk gedaan door dr. Sara Kinsbergen (Radboud Universiteit), dr. Lau Schulpen (Radboud Universiteit) en drs. Quinten Eitjes (Universiteit Utrecht). Verder houden organisaties als Wilde Ganzen en Partos zich bezig met het onderwerp